# Montuolo
Montuolo è una frazione che fa parte del comune di Lucca.
È situata a ovest della città, in prossimità del confine con la provincia di Pisa. Infatti, dopo Montuolo, si trova la frazione di Cerasomma, ancora in territorio lucchese, e subito dopo si entra nella frazione di Ripafratta, appartenente al comune di San Giuliano Terme.

## Storia
Montuolo ha una storia antica. I primi documenti che ne parlano risalgono all'VIII secolo. Allora si chiamava Flexo, da un'ansa dell'Ozzeri (o Ozzori), il canale – antico ramo del Serchio – intorno al quale si ergeva un piccolo villaggio di agricoltori e di pescatori. A quel tempo l'ansa del fiume, che ora si trova di fronte alla chiesa, passava sul retro, avendo avuto il corso d'acqua varie modificazioni. La chiesa era pievania molto estesa e comprendeva, come si legge in un documento dell'845, paesi limitrofi che nel tempo se ne distaccarono, come Cerasomma, Vicopelago, Gattaiola, Pozzuolo, Nave, Sant'Angelo in Campo, Fagnano, e altri. Il distacco più importante fu quello della Pieve di San Giorgio di Vicopelago, del 989, che si portò con sé i borghi di Pozzuolo, Gattaiola, San Michele in Escheto.

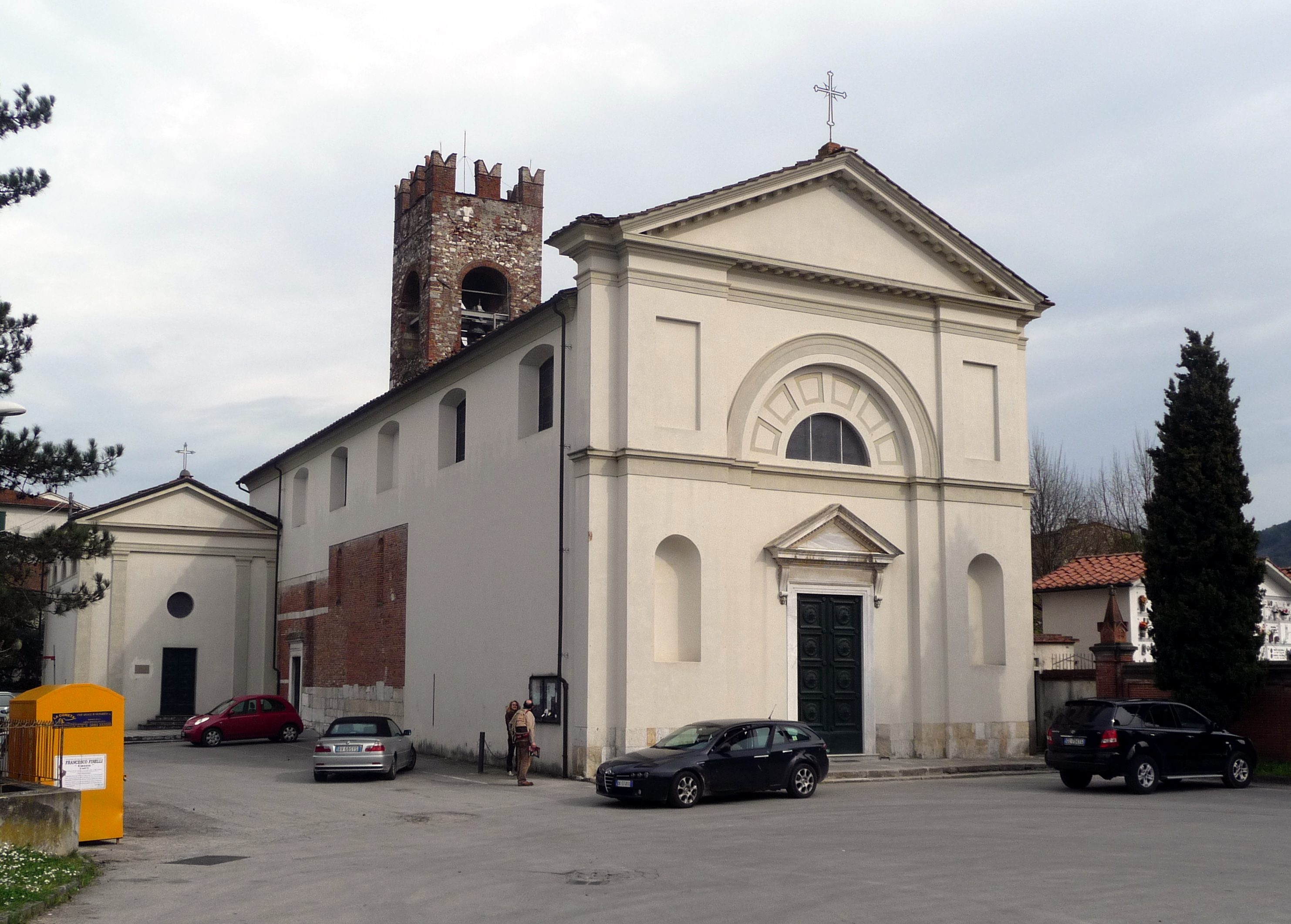
Chiesa di San Giovanni Battista.

Dedicata, fino al tempo della dominazione longobarda, a San Martino, oggi la chiesa di Montuolo è intitolata a Giovanni Battista. La modifica avvenne nel X secolo quando tutte le pievanie lucchesi dotate del privilegio battesimale e cimiteriale ebbero questo nome. Nel 1922 vennero fuse da Lorenzo Lera di Lammari quattro nuove campane intonate in Mi3 crescente minore.
Nel 1000 scompare anche la denominazione di Flexo e compare quella di Montiolo, da cui poi Montuolo. La ragione sta nel fatto che, a causa delle guerre tra le republiche di Lucca e quella di Pisa, fu costruito il fortilizio sulla piccola collina, intorno al quale si radunò il nuovo borgo. Si deve ricordare che uno dei primi scontri armati tra Lucca e Pisa era già avvenuto proprio a Montuolo nel 1117. Montuolo, infatti, è distante circa due chilometri dal confine con la provincia di Pisa. Nel XII secolo la chiesa e il suo campanile assunsero la forma attuale, e nel XIV secolo la chiesa fu ampliata di due campate e l'altezza del campanile raddoppiata.
Le guerre con Firenze e soprattutto con Pisa indussero Lucca a dotarsi di torri d'avvistamento e di fortezze di difesa. Al momento del pericolo, la torre di avvistamento interessata accendeva un fuoco che, visto dalla torre più vicina, veniva replicato fino a giungere alle vedette della città, che facevano scattare l'allarme. L'operazione si concludeva assai rapidamente sì che i lucchesi non poterono mai essere sorpresi dal nemico. Due fortilizi si trovavano anche a Montuolo, considerato punto strategico rilevante. Oltre al fortilizio eretto in cima alla collina (Montiolo), da cui il paese ha poi tratto il nome, un altro fortilizio, un vero e proprio castello, fu costruito sulla vicina collina, di cui si ha notizia in un documento del 1198. Intorno a esso, che fu chiamato Castel Passerino, sorse un piccolo borgo di contadini, in tutto dipendenti dal castello, Borgo San Bartolomeo, dotato di una chiesina con lo stesso nome.
Purtroppo Uguccione della Faggiola, signore di Pisa, riuscì a sconfiggere Lucca nel 1314, entrò in città, ne prese possesso e comandò di abbattere tutte le torri e i fortilizi che si trovavano nel territorio lucchese. Così, mentre non resta assolutamente nulla della Torre eretta sul piccolo colle di Montuolo, pochi sassi segnano oggi il luogo dove si ergeva Castel Passerino.
Con l'avvento di Castruccio Castracani e poi della Signoria di Paolo Guinigi (1400-1430) l'importanza strategica di Montuolo venne meno. L'invenzione della polvere da sparo e di conseguenza le nuove armi che ne derivarono, la confinarono ad un ruolo meno significativo.
Oggi Montuolo è un paese moderno, ormai unito alla città da una serie ininterrotta di paesi, un tempo soggetti alla sua giurisdizione. Il sagrato della chiesa e la piazzetta dove sorge l'antico Bar Cucchena sono i punti in cui la gente si ritrova a giocare e a discutere. Invasa da nuove costruzioni, mantiene ancora intatta, tuttavia, la tranquillità di un tempo e anche la bellezza del paesaggio, che mostra a sud il profilo delle sue dolci colline, tra cui la Romagna, che fu un presidio di resistenza bizantina durante l'occupazione longobarda, e a nord, poco oltre l'Ozzeri, i doppi e maestosi argini adornati da superbe alberature, dopo i quali si incontra il fiume antico, il Serchio, ricordato da Dante Alighieri, quel fiume che ha dato nei secoli molto filo da torcere ai Lucchesi. Una leggenda racconta che fu San Frediano (venuto dall'Irlanda, e si dice fosse figlio di un re), vescovo di Lucca nel VI secolo, a deviarne il corso per tenerlo lontano dalla città.
Montuolo è dotato di una stazione ferroviaria attualmente dismessa sulla confluenza delle linee Lucca-Pisa e Lucca-Viareggio.